# ماء الشرب

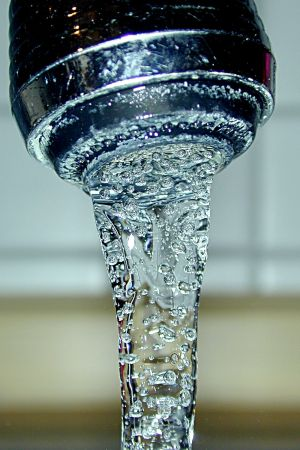
مياه الصنابير

مياه الشرب أو الماء الشَّرُوب أو الماء الشريب هي المياه الصالحة للشرب وإعداد الطعام للبشر من دون إحداث مشاكل صحية، وتتصف بنظافتها وخلوها من مواد ضارة أو ميكروبات. تضع الحكومات مواصفات للمياه التي تقدم إلى السكان للاستخدام في الشرب والاستحمام والغسيل.
تحتوي العديد من مصادر المياه التي يستخدمها البشر على بعض ناقلات الأمراض وعوامل تؤدي إلى المرض أو تسبب مشاكل صحية على المدى الطويل إذا كانت لا تستوفي التوجيهات الخاصة بنوعية المياه الصالحة للشرب. يجب أن تكون المياه غير ملوثة. وتعمل الحكومات على توفير مياه صالحة للشرب، كل في حدود إمكانياتها. القدر المتاح من مياه الشرب هو معيار هام للقدرة الاستيعابية لمستوى السكان في بلد ما، وكثير من بلاد العالم الثالث لا تقوم حكوماتها على وجه سليم لتوفير مياه نظيفة خالية من الميكروبات إلى الفقير والغني في جميع مناطق بلادها.
اعتبارا من سنة 2006 وقبل ذلك بثلاثة عقود على الأقل، هناك عجز كبير في توفر المياه الصالحة للشرب في البلدان الأقل نموا. ينجم ذلك في المقام الأول عن تلوث المياه في الأنهار والقنوات والتلوث الصناعي. وطبقا لإحصاءات سنة 2000 فإن 27 % من سكان البلدان الأقل نموا لا يمكنهم الحصول على مياه للشرب مأمونة. آثار ذلك هي مرض عدد كبير من الناس بأمراض خطيرة مثل الالتهاب الكبدي.
خصصت معايير عالمية لجودة مياه الشرب وأنظمة توزيعها وبيعها ومعالجة المياه بصفة عامة تتوجه بها منظمة الصحة العالمية إلى الحكومات وتنصح باتباع توجيهاتها. مياه الشرب من الآبار العميقة تعتبر مياها نقية وصالحة للشرب. ومسؤولية الحكومات الوطنية هو تخصيص الموارد المالية وبناء البنية التحتية اللازمة لتوفير مياه صالحة للشرب للقريب والبعيد، بحيث لا يلجأ الفقراء وهم كثيرون إلى استخدام مياه الترع الملوثة.

## التمثيل الغذائي (الأيض)

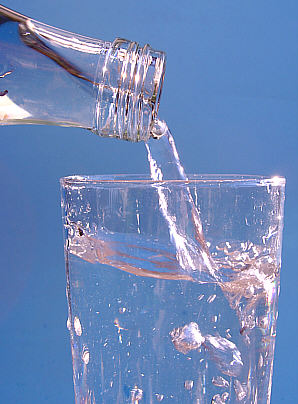
مياه معدنية

الماء ضروري لكل اشكال الحياة على الأرض. الإنسان يمكنه البقاء على قيد الحياة لعدة أسابيع دون طعام، ولكن لأيام قليلة فقط من دون ماء. وهناك حاجة لتجديد السوائل المفقودة من خلال الأنشطة الفسيولوجية الطبيعية، مثل التنفس، والتعرق والتبول. المياه المتولدة من الأيض من الغذاء يوفر نسبة كبيرة من المياه والاحتياجات اليومية لبعض المفصليات والحيوانات الصحراوية، ولكن لا توفر إلا جزءا صغيرا من الاحتياجات اليومية اللازمة للإنسان.
هناك مجموعة متنوعة من العناصر النادرة موجوده تقريبا في جميع المياه الصالحة للشرب، وبعض منها تلعب دورا في التمثيل الغذائي؛ على سبيل المثال كلوريد الصوديوم (ملح الطعام)، وكلوريد البوتاسيوم وعناصر أخرى مثل الكلسيوم والمغنسيوم والفلور. ولئن كانت مفيدة في تركيزات منخفضه، يمكن ان تسبب مشاكل الاسنان عندما تكون موجودة عند مستويات مرتفعة. فالمياه أساسيه للنمو والحفاظ على اجسادنا، كما أنها تشارك في عدد من العمليات البيولوجية. وتلوث المياه يهدد صحة الإنسان.

## مواصفات مياه الشرب واستخداماته
المياه الصالحة للشرب يمكن تعريفها بأنها مياه للشرب وللطبخ وغسل الخضروات والفاكهة وإعداد الغذاء والشراب، أو بصفة عامة هو المستخدم في البيوت للأغراض التالية:
- إعداد الغداء والمشروبات.
- الإستحمام وغسل البدن.
- تنطيف الأوعية الخاصة بإعداد الغداء وتناوله مثل الأكواب والأطباق والملاعق والسكاكين وتنطيف الموائد وغيرها.
- تنطيف الملابس وتنظيف أشياء أخرى نقوم بملامستها كثيرا مثل مقابض الأبواب والدرابزينات والأعمدة في الحافلات وعلى الأخص مقابض أبواب دورات المياه.

ويجب أن يكون ماء الشرب خاليا من الميكروبات وأن لا يحتوي على ناقلات للأمراض، كما يجب أن يكون به قدر محدد من الأملاح المعدنية. من المواد التي توجد عادة في مياه الشرب كاتيونات الكالسيوم
. (Ca2+), والمغنسيوم (Mg2+) والصوديوم (Na+) والأنيوناتت أيونen الكربونات (CO32−)، وهيدروكربونات (HCO3−)، والكلوريد (Cl−) und الكبريتات (SO42−).

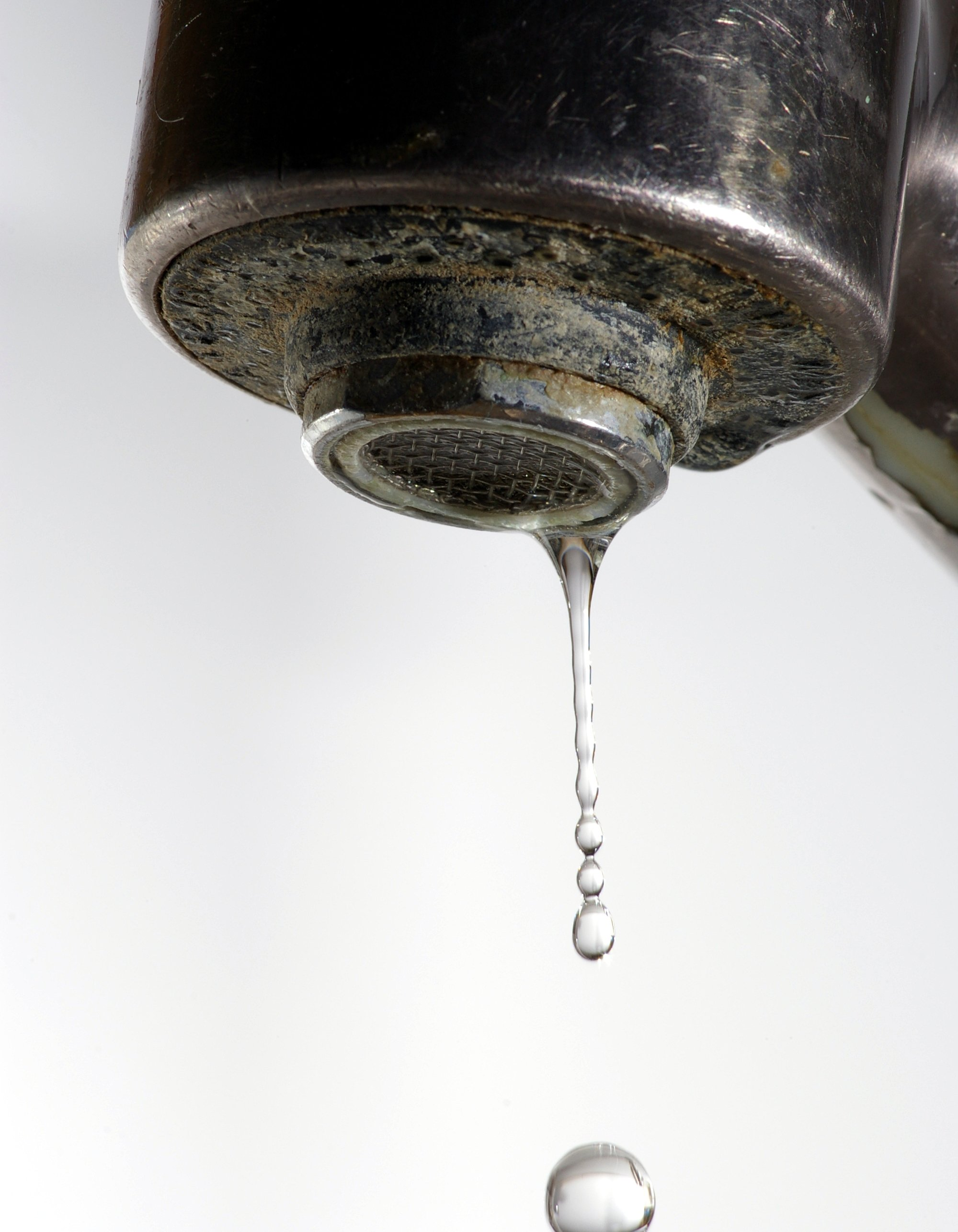
أثر عسر الماء على الصنبور.

ويسمى مجموع تركيزي الكالسيوم والمغنسيوم عسر الماء، وهو عامل مهم بالنسبة لسهولة ذوبان الصابون وغسل الملابس، فكلما قل عسر الماء كلما زادت فاعلية الصابون.
تهتم جميع البلاد بوضع قوانين خاصة بصالحية مياه الشرب تتبعها مصالح المياه التي تقوم بجمع المياه وتنظيفها ومعالجتها قبل توزيعها على المنازل والجمهور.
قد يكون الماء أصلا صالحا للشرب ولكن من خلال استخدامه يصبح متلوثا ويصبح مشوبا بمواد ضارة. بالنسبة إلى مصادر المياه العذبة على الأرض تعتبر ثابتة ولكن توزيعها يختلف من جهة لأخرى. ويتطاير قليل من بخار الماء من الجو ويضيع في الفضاء الكوني.

## نوعية ماء الشرب

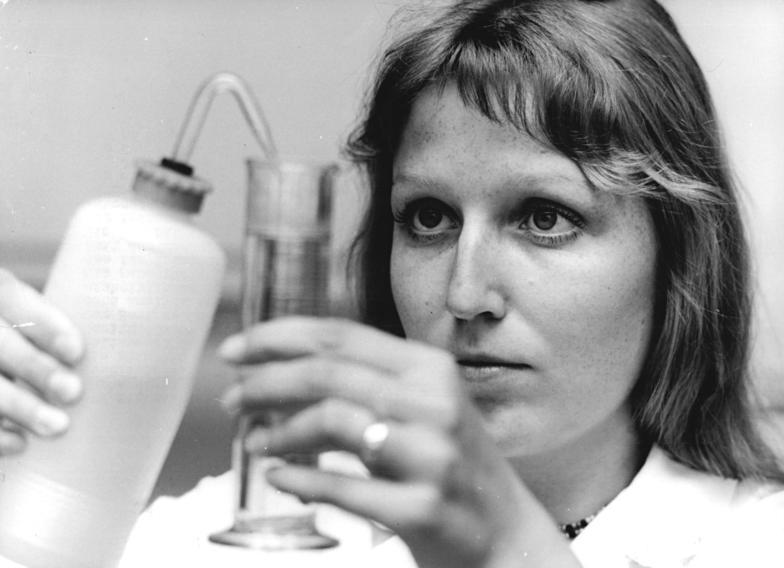
اختبار الماء.

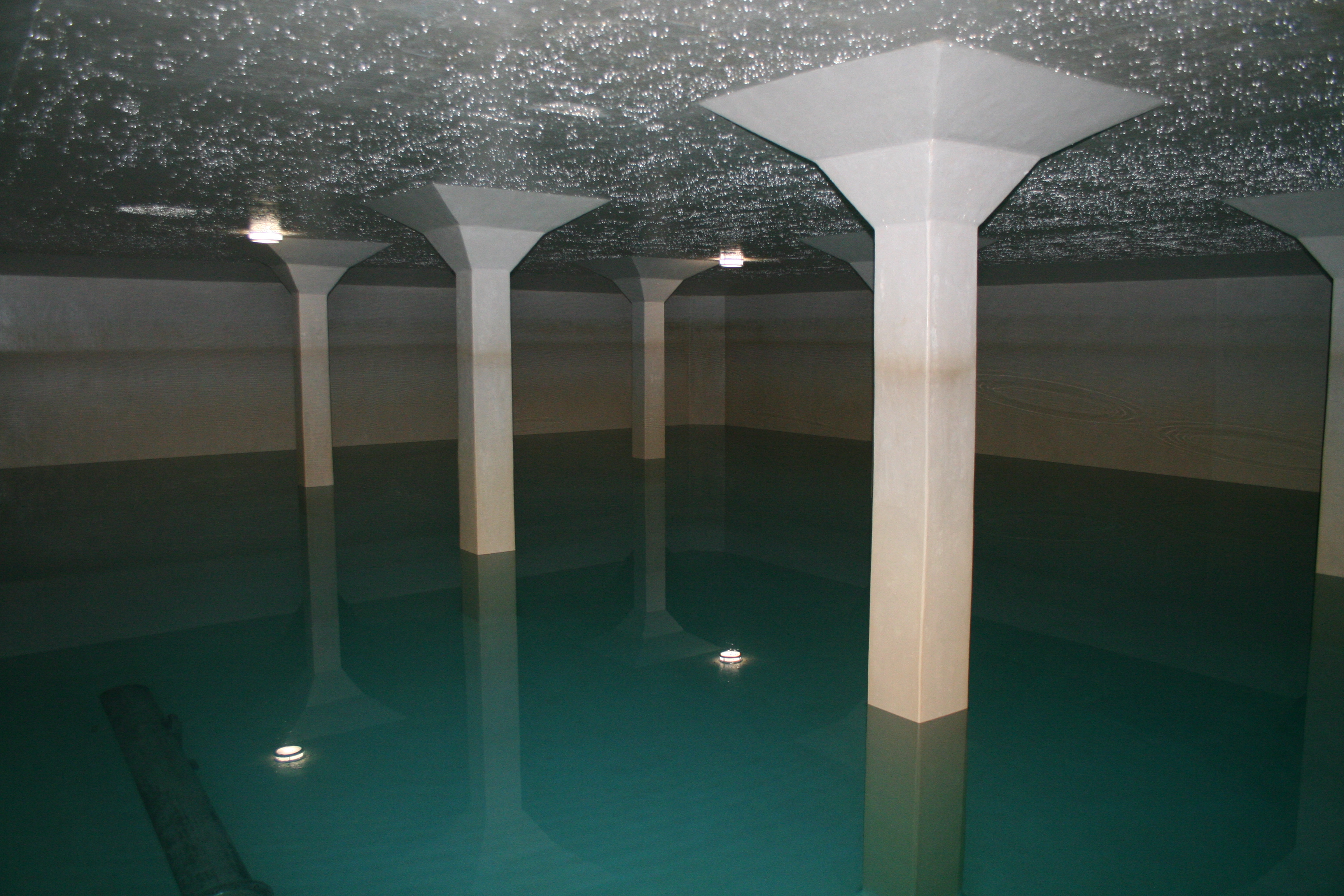
مخزن لماء الشرب معد للاستخدام ، ومأخوذ من بحيرة زيوريخ.

في سويسرا والنمسا وفرنسا وألمانيا وهولندا يعتبر ماء الشرب أكثر الأشياء التي تختبر من ضمن اختبارات المواد الغذائية والمصرح بالشرب منها واستخدامها.
قد تكون بعض مصادر المياه ملوثة بشوائب مثل الزرنيخ، والرصاص أو الحديد أو النترات أو مضدات حيوية.
ولكن تضع الجهات المسؤولة حدودا لوجود تلك الشوائب بحسب نوعيتها.
وقد يكون ارتفاع نسبة الرصاص في مياه الشرب راجعا إلى أنابيب المياه القديمة التي كانت تستخدم الرصاص في صنعها للاستخدام في البيوت. فقد قام أحد مكاتب الفحص الاهلية بإحصاء للمياه خلال الأعوام 1994-2004 في ألمانيا لـ 20.000 بيت ووجد أن 5% من العيّنات زادت فيها تركيز الرصاص عن 25 ميكروجرام/لتر. وطبقا لذلك الإحصاء تبين أن مناطقا في شرق ألمانيا وفي شمال ألمانيا وفي مدن كبيرة مثل هامبورغ وبريمن وبون أكثر تعرضا لأخطار صحية من المناطق الأخرى.
 هذا في حين أن الحد المسموح به للرصاص في الماء هو 10 ميكروجرام/لتر فقط. أي أن فحوصات المياه التي تجرى في البيوت يمكن أن تبين عما إذا كانت أنابيب المياه المستخدمة في بناء البيت صالحة لتوصيل مياه الشرب أم يجب تغييرها.
يمكن تخفيض احتمال تشوب ماء الشرب الآتي من آبار عن طريق تحديد مناطق خاصة لحماية المياه الباطنية، أو اختيار بعض السدود للمحافظة على الماء. وأحيانا تعاني المياه من تسميد الأراضي الزراعية بالأسمدة الاصطناعية ورش نفايات من إنتاج الغاز الحيوي في الحقول ن مما يزيد في الماء من نسبة النترات. يعتبر ماء الشرب المحضر من تلك المناطق غير صالحا للرضع وللأطفال. في تلك الحالة لا بد لمحطة المياه من أن تخفض نسبة النترات في مياه الشرب عن طريق معالجتها أو تعميق الآبار، والتفاهم مع أصحاب الحقول.
كذلك قد يكون الماء في نهر ملوثا بمواد غير صحية ناتجة من تخلص بعض المصانع من بقاياها في النهر، أو تسريب مياه مجاري البيوت في النهر قبل معالجتها. فيجب على محطات المياه القيام بأخذ عينات من النهر دواما من مناطق مختلفة لمعرفة صلاحية المياه. كما يختبر مياه النهر عن وجود مواد صيدليه أو مواد طبية مثل تلك المستخدمة في حقن المريض عند فحصه بالأشعة السينية أو مواد تحتوي على هرمونات كمانعات الحمل؛ كل تلك المواد من الممكن وصولها إلى مصادر المياه.
فحصت مياه معدنية ومياه شرب في بعض مناطق ألمانيا في عام 2008 وثبت وجود نسبة يورانيوم فيه بسبب الصخور الجيولوجية الباطنية الأتية منها.
. في بعض الجهات يتسبب سماد الفوسفات الاصطناعي في ارتفاع نسبة اليورانيوم في المياه الباطنية.
حددت في البلاد المتحدثة بالألمانية جودة لمياه الشرب أعلى من المياه المعدنية المعبأة، فمياه الشرب هي أكثر المواد الغذائية التي تفحص دواما. وفي بلاد أخرى من الممكن أن تعاني جودة ماء الشرب بسبب فحص للمياه غير دقيق وعدم اتباع الدقة في معالجة مياه الشرب قبل توزيعها، وتختلف فيها جودة المياه من حين إلى حين. قد يؤدي ذلك غلى معناة صحية للناس على المدى الطويل. ويعتبر ماء الشرب مناسبا للطببخ في جميع أنحاء أوروبا.

## طهارة المياه

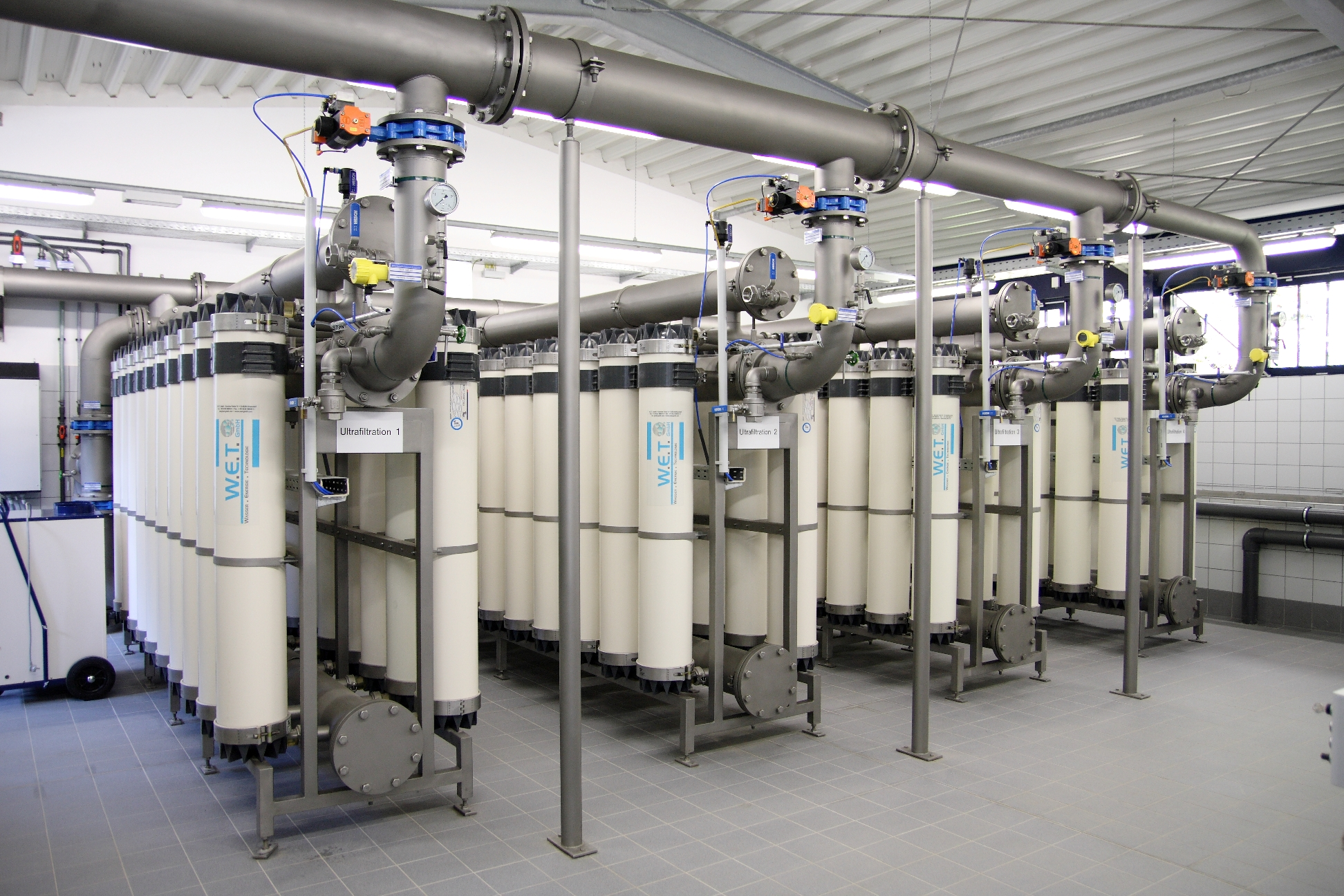
تجهيز ماء الشرب بمرشحات فائقة لفصل الميكروبات والشوائب.

من المؤكد أن طهارة مياه الشرب وتأمين وصوله إلى الناس له عامل كبير في الحفاظ على الصحة، وتلافي انتشار الأمراض.
في البلاد المتحدثة بالألمانية - في ألمانيا والنمسا وسويسرا - تحدد التوجيهات الخاصة بماء الشرب المتطلبات التالية:
1. أن يكون عديم اللون وعديم الرائحة،
2. أن يكون خاليا من الجراثيم والميكروبات
3. ألا تزيد فيه نسبة المواد الذائبة عن حد معين،
4. طعمة متعادل
5. ألا يكون له تأثير سيئ على الصحة.

ويسمح القانون بتطهير الماء.
يستخرج معظم مياه الشرب في أوروبا من المياه الجوفية عن طريق حفر آبار، وفي حالات قليلة يؤخذ من أنهار أو جداول. كما تبنى له السدود لتخزين الماء العذب من الأنهار. فيؤخذ الماء لإعداده من الخزان مباشرة أو يؤخذ من مصافي على الشاطئ، ثم يتم فحصه وإعداده. في بعض المناطق خارج المنطقة الأوروبية يؤخذ ماء الشرب من الأنهار لإعداده.

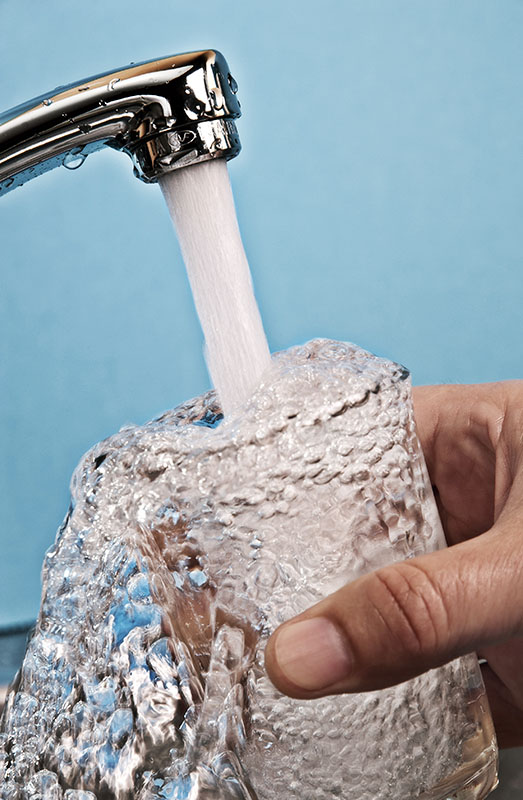
ماء من الصنبور.

يتم توزيع الماء إلى المستهلك في البلاد الصناعية غالبا عن طريق شبكة توزيع للمياه، تعمل فيها طلمبات وأنابيب وخزانات. في بلاد أخرى من الدول النامية، وأحيانا في البلاد الصناعية في حالات الطوائ، تستخدم حاويات للماء وأوعية لتوزيع الماء مثل الزجاجات والبراميل وأكياس البلاستيك.
من التوجيهات المتبعة في البلاد المتحدثة بالألمانية ما يختص بالتخطيط السليم وإنشاء وتشغيل وصيانة محطات المياه في مباني أو في أراضي. يجب سير الماء متواصلا في أنابيب التوصيل، إذ إذا سكن الماء في الأنابيب لمدة طويلة فمن الممكن ان يصاب بميكروبات ويتكاثر عددها، ويزيد عن الحدود التي تـُلزمها التعليمات.
قد تنشأ عدم طهارة مياه الشرب من:
1. احتواء الماء على ميكروبات،
2. قد يعمل نوع أنابيب المياه على ذوبان مواد في الماء.
3. قد تكون الأنابيب أكبر من اللازم،
4. قد يركد الماء في بعض الأنابيب.
5. قد تتسبب درجة الحرارة في زيادة تكاثر الميكروبات.
6. إذا كانت محطة المياه لا تعمل على ما يرام.

## تركيبة الماء
إن الماء يتركب من الأكسجين والهيدروجين حيث أن كل ذرة من الأكسجين تتحد مع ذرتين من الهدروجين مشكلة جزئية واحدة من الماء يرمز له بـ H2O. وهذه لا تتغير في أشكال الماء المختلفة الصلبة والسائلة والغازية.

## حالات الماء في الطبيعة
توجد ثلاث حالات للماء في الطبيعة:
- الحالة الصلبة: على شكل جليد في المناطق القطبية، أو على هيئة ثلج فوق قمة الجبل العالية. ويتساقط الثلج نتيجة تجمد السحاب من شدة البرد. أما البرد فيتكون عندما تمر قطرات المطر أثناء سقوطها.
- الحالة السائلة: في المحيطات والبحار التي تغطي أغلب مساحة الأرض، وفي الأنهار والأودية والبرك والغدران والمستنقعات والسدود والعيون والينابيع...
- الحالة الغازية: وهي التي تسمى البخار وتسبب رطوبة الجو، ونلاحظها متى تكثف البخار في الجو أو على الزجاج الداخلي لنوافذ أو على الجوانب الخارجية لكأس بها ماء وقطع من الثلج أو قارورة ماء أخرجت لتوها من الثلاجة.

## الخصائص
1 - خاصيات حسية: نعتمد على الحواس لتحديد صلوحية الماء الصالح للشراب أو عدم صلوحيته: اللون، الرائحة، الشفا
- بيولوجية :تتمثل في نسبة المواد العضوية المنحلة في الماء↵4 - خاصيات ميكروبيولوجية:تتمثل في البكتيريات و الفيروسات يل الكهربائي: تكون التوصيلة الكهربائية بين 400PS/CM و 1250PS/CM
- الأملاح المعدنية

3 - خاصيات بيولوجية: تتمثل في نسبة المواد العضوية المنحلة في الماء
4 - خاصيات ميكروبيولوجية: تتمثل في البكتيريات والفيروسات، ونجد أيضا كميات من المواد غير المستحبة حيث أن في ارتفاع نسبتها في الماء تسبب خطرا على صحة الإنسان. نذكر منها:
| المؤشرات | أعلى تركيز PG/L |
| -------- | --------------- |
| الفضة    | 10              |
| النحاس   | 50              |
| الحديد   | 300             |
| الزئبق   | 50              |
| النيكل   | 50              |
| الفسفور  | 2               |
| الرصاص   | 50              |
| الزنك    | 100             |

## كيفية الحصول على الماء الصالح للشراب
تحتاج المياه إلى معالجة دقيقة قبل استهلاكها بشكل آمن.
- الترسيب (التركيد): تعد عملية الترسيب من أوائل العمليات التي استخدمها الإنسان في معالجة المياه وينتج عنها إزالة المواد العالقة والقابلة للتسرب.
- الترشيح: هي عملية تتم لإزالة المواد العالقة وذلك بمرور الماء خلال وسط مسامي. وهذه العملية تحدث بصور طبيعية في طبقات الأرض عندما تتسرب مياه الأمطار والأنهار إلى باطنها. لذالك تكون نسبة التعكر قليلة جدا أو منعدمة في المياه الجوفية مقارنة بالمياه السطحية(الأنهار والبحيرات وأحواض تجميع مياه الأمطار) التي تكون نسبة التعكر فيها عالية. كما تستخدم عملية الترشيح لإزالة الشوائب المتبقية بعد عملية الترسيب.
- التطهير: هي عملية تستخدم لقتل الكائنات الحية الدقيقة المسبب للمرض وتتم هذه العملية باستخدام:

- الحرارة (التغلية): تعد عملية التغلية أولى الطرق المستخدمة في التطهير للمياه عندما تكون كمية المياه كبيرة كما في محطات المعالجة لارتفاع تكلفتها .
- التعقيم بالكلور الكلور ومشتقاته هو من أكثر المواد تطهير فعالية وعند إضافته إلى المياه بكميات مدروسة يقضي على الجراثيم وهو متوفر في (دقيق – سائل - غاز).

## الماء في البلاد النامية

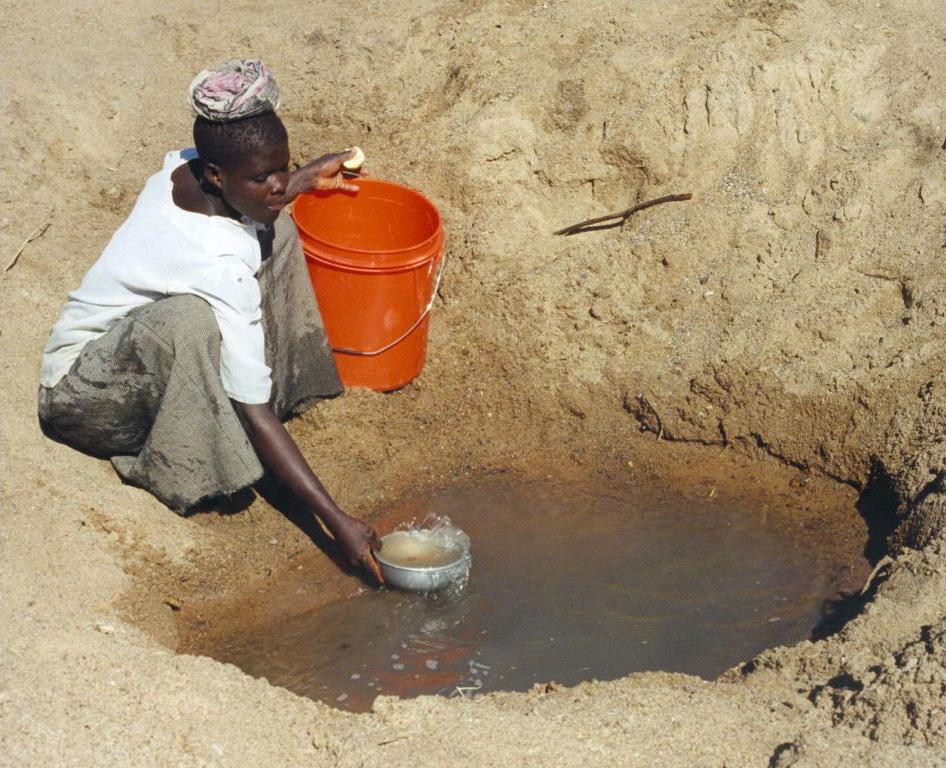
منبع ماء في تنزانيا.

نحو ثلاثات مليارات من سكان العالم لا يحصلون على ماء صالح للشرب . ويعتبر عدم إمداد الناس في البلاد النامية بماء صالح للشرب السبب الأساسي في انتشار المرض والموت المبكر، وعلى الأخص وفيات الأطفال .
وقد أُجريت عدة مشروعات لحل مشكلة المياه في البلاد النامية ن ولكنها لا تزال لا تصل إلى 780 مليون من سكان العالم . ومن العوائق على هذا السبيل أن معونات الاتحاد الأوروبي تختص بمشاريع أهلية لتجهيز مياه الشرب، ولا تصل تلك المعونات إلى بلديات قائمة بمشاريع . قامت سويسرا بمشروع سهل SODIS لتجهيز مياه الشرب في المناطق النائية أو في المناطق العشوائية، وتدعمه الهيئة العالمية WHO لإعداد ماء طاهر صالح للشرب .
تقوم منظمة الصحة العالمية التابعة لليونيسف بمشروع JMP لمتابعة امداد الناس في جميع البلاد بالمياه الصالحة للشرب . وهي الجهة الرسمية الخاصة بالمتابعة بغرض خفض عدد الناس الذين لا يصلهم ماء شرب إلى النصف حتى عام 2015 .
.
بالفعل انخفض عدد هؤلاء الناس من ملياري نسمة إلى نحو 780 مليون نسمة حتى عام 2010، أي كان النجاح في تحقيق مسعى الهيئة العالمية سابقا لموعده بخمس سنوات . ولكن لا يزال 780 مليون من سكان الأرض لا يصلهم ماء صالح للشرب. ولا تزال جهود تبذل لتحقيق ذلك على الأخص في دول وسط أفريقيا وجزر البحر الهادي .

طبقا لإحصاءات يونيسف 2000 يبدو إمداد السكان بماء صالح للشرب في بعض البلاد كالآتي:
| البلد | %  |  | البلد    | %  |  | البلد    | %   |  | البلد          | %   |  | البلد          | %  |
| --- | -- |  | -------- | -- |  | -------- | --- |  | -------------- | --- |  | -------------- | -- |
| ألبانيا | 97 |  | الجزائر  | 89 |  | أذربيجان | 78  |  | البرازيل       | 87  |  | تشيلي          | 93 |
| الصين | 75 |  | كوبا     | 91 |  | مصر      | 97  |  | الهند          | 84  |  | إندونيسيا      | 78 |
| إيران | 92 |  | العراق   | 85 |  | كينيا    | 57  |  | كوريا الشمالية | 100 |  | كوريا الجنوبية | 92 |
| المكسيك | 88 |  | مولدوفا  | 92 |  | المغرب   | 80  |  | موزمبيق        | 57  |  | باكستان        | 90 |
| بيرو | 80 |  | الفليبين | 86 |  | سنغافورة | 100 |  | جنوب أفريقيا   | 86  |  | السودان        | 67 |
| سوريا | 80 |  | تركيا    | 82 |  | أوغندا   | 52  |  | فنزويلا        | 83  |  | زيمبابوي       | 83 |
| ملحوظة: في البلاد الصناعية التي رصدتها اليونيسف في إحصائها لعام 2000 يصل الماء العذب إلى سكانها بنسبة 100% . |    |  |          |    |  |          |     |  |                |     |  |                |    |

## مرض الفيلقية

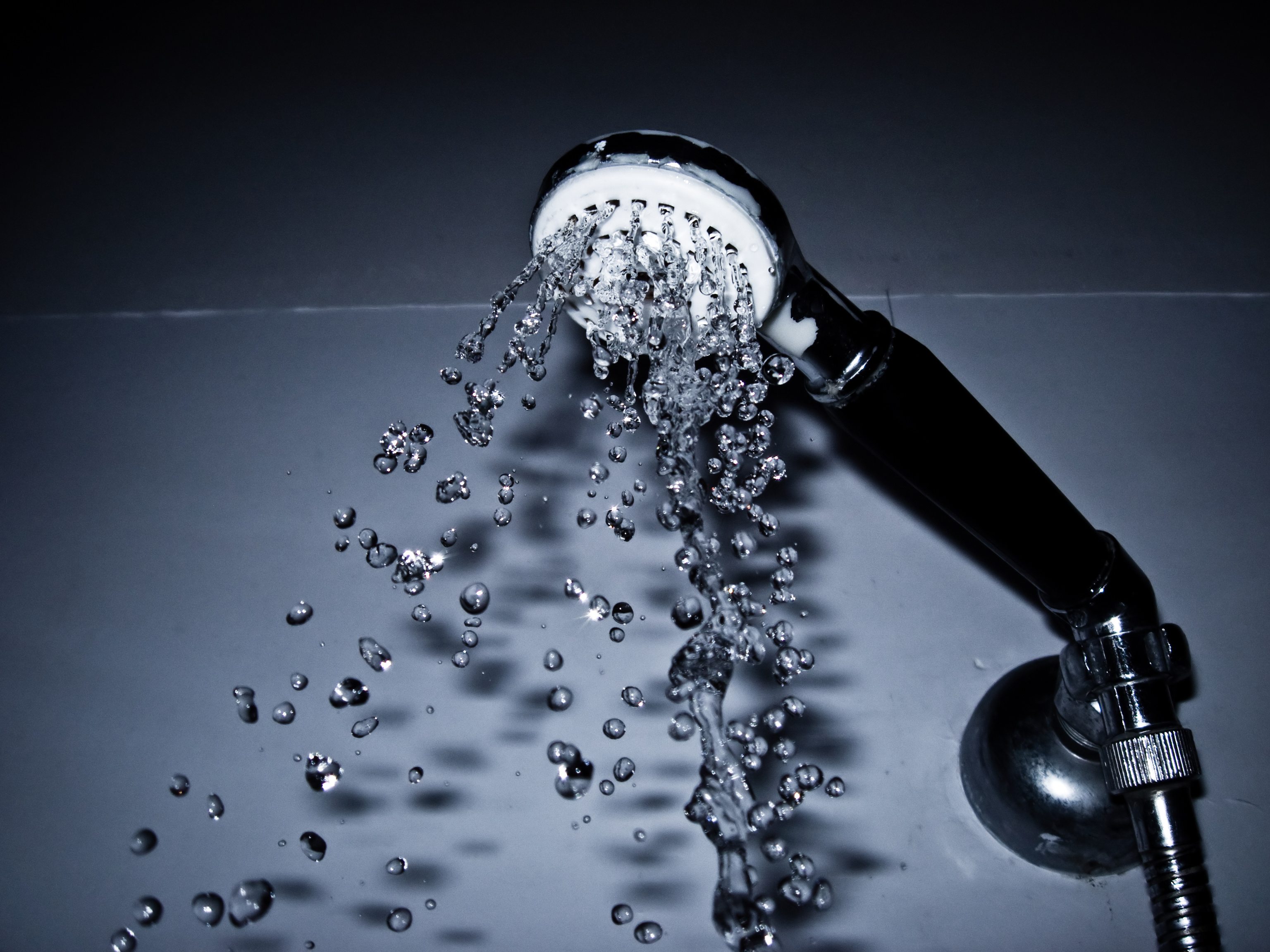
دش

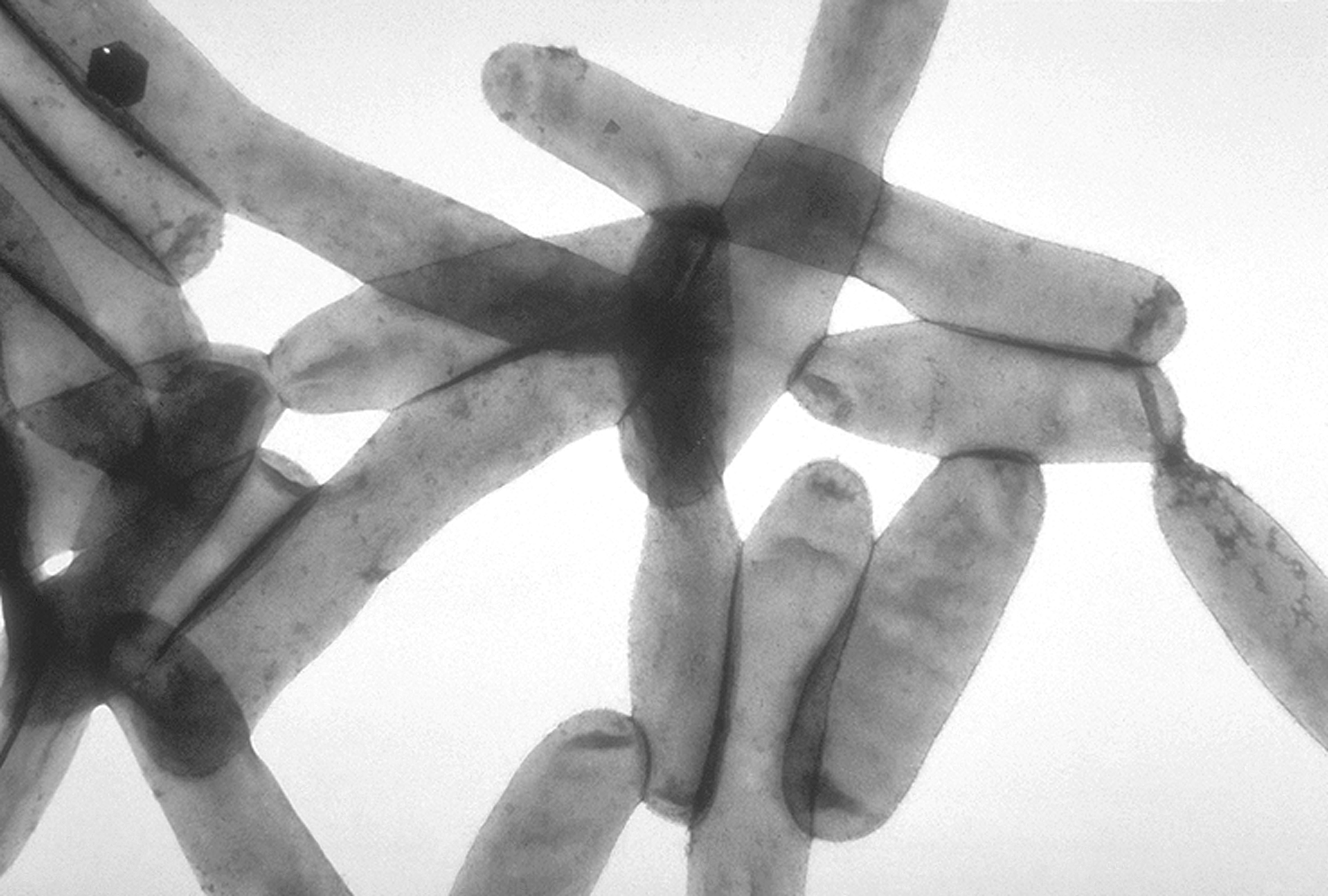
بكتيريا فيلقية.

ينتشر نوع من بكتيريا الفيلقية في المياه الراكدة، كما تنتشر في صنابير البيوت ودش الاستحمام إذا غاب السكان عن البيت طويلا (مثل السفر لمدة أطول من 3 أيام). لهذا وجب تسريب المياه الراكدة في أنابيب الصنابير ودش الاستحمام بمجرد عودة العائلة من السفر وعدم استخدام تلك المياه وتسريبها عدة دقائق إلى البلوعات . من الخطر على صحة الأنسان أن يستحم بهذا الماء الراكد في أنابيب المياه لأن بكتيريا الفيلقية تدخل إلى رئتيه وتصيبه بمرض خطير يسمى داء الفيالقة.
يجب تصريف مياه صنابير المياه كل 72 على الأكثر لتفادي الإصابة بـ داء الفيالقة.

## تنقية الماء
تنقية المياه هي اكتساب ماء الشرب من آبار تحت الأرض ومن مياه سطحية بواسطة سبل فيزيائية وكيميائية في عمليات تنظيف . توجد التقنية اللازمة لأداء التنقية عادة في محطات المياه . وتعتمد طريقة تنقية المياه ليصبح صالحا للشرب على جودة مياه المصدر. وقد جدولت أهم طرق تنقية المياه في مقالة تنقية المياه.
وتتعمد طرق تنقية المياه على استبعاد مواد من المياه الأصلية . منها طرق ترشيح وطرق لإزالة الحديد والمنجنيز وإزالة حموضة المياه وإزالة الغازات وإزالة الكربونات والنترات والميكروبات. نصف في الآتي الطريقة العامة لتنقية مياه الشرب:
تفصل المواد العالقة بالماء بواسطة الترشيح في أحواض رمل وزلط.
وعن طريق تمرير هواء في الماء يطرد ثاني أكسيد الكربون. وتعمل الأكسدة على تحويل أيونات الحديد-II إلى أوكسيهيدارت الحديد-III التي لا تذوب في الماء، كما ترسب أيونات المنجيز-II الذائبة
في الماء وترسبها في هيئة مركبات منجنيز-IV
. وتتم عملية أكسدة الحديد إما بطريقة غير حيوية وجزء منها يتم بواسطة حيوية.
الاكسدة الحيوية تتم بواسطة بكتيريا من نوع جاليونيلا وعلى الأخص نوع " ج. فروجينا G. ferruginea . وأما أكسدة المنجنيز فهي عملية أبطأ من أكسدة الحديد، ولكنها تتم أيضا جزئيا بطريقة غير حيوية، وجزئيا بطريقة حيوية تستخدم فيها بكتيريا تؤكسد المنجنيز .
تنفصل أكسيدهيرات الحديد- III خلال الترشيح في الحصى، كما توجد في هذا المرشح أعدادا كبيرة من بكتيريا جاليونيلا فروجينا . وأما مركبات المنجنيز- IV المترسبة فهي تنفصل بصفة أساسية في عملية الترشيح الثانية في حوض الحصى.
المواد العضوية الذائبة تفصل بواسطة الامتصاص في كربون نشط وعن طريق التحلل الحيوي في مرشحات بطيئة أو عن طريق مصافي في قاع الحوض .
تعالج المياه السطحية المأخودة من أنهار وجداول عادة بالأوزون. وبتلك الطريقة تتأكسد المواد العضوية وكذلك الحديد ومركبات المنجنيز . وبينما يترسب الحديد في هيئة أكسيدهيدرات، يترسب المنجنيز في هيئة برمنجنات . وبسبب ذلك فبعد الأكسدة بواسطة الأوزون تجرى عملية ترشيح في طبقتين (أحيانا يسمى ترشيح في غرفتين).
يتكون مرشح الطبقتين من طبقة سفلية من الحصى تترشح فيه المواد العالقة والمترسبة طالما لم تحجزها الطبقة العلوية من المرشح . وأما الطبقة الثانية العلوية فهي تتكون من كربون نشط كبير الحبيبات . تلك الطبقة تدمص (تمتص) المواد العضوية المؤكسدة وتختزل البرمنجنات إلى مركبات منجنيز- IV مترسبة، يمكن فصلها بالترشيح.
في حالة طبقتي الترشيح يمكن عن طريق فصل مواد الترشيح الثقيلة مثل الفحم الحجري المنشط أو الحصى عن المرشح الخفيف كالكربون المنشط الموجود في الطبقة السفلي . بذلك يمنع امتلاء الكربون المنشط بالرواسب الغرينية خلال الترشيح السريع في طبقتين فتقل فاعليته.
في حالة احتمال وجود جراثيم جالبة للمرض أو فيروسات في الماء فلا بد من إجراء عملية تطهير للمياه. وقد يتم ذلك بواسطة الترشيح الفائق (يسمى أحيانا ترشيح مستدق) في محطة المياه أو بواسطة معالجة الماء بالأوزون. وبعد الترشيح أو معالجة الأوزون يمكن إضافة الكلور، أو أكسيد الكلور أو «هيبوكلوريت الصوديوم» (ما يسمى كلور انتقال) حتى لا يعود تلوث الماء أثناء انتقاله في شبكة التوزيع.
عسر الماء يمكن معالجته أيضا بغرض إزالة جزء من الكربونات منه . تكون مياه الآبار عادة جيدة بحيث لا يلزم ترسيب أملاح ذائية منها أو تطهيرها، وتجهز في التو لتكون صالحة للشرب . وهناك طرق لإعداد المياه للشرب بواسطة تخفيض عسر الماء أو تحلية المياه بواسطة التبادل الأيوني أو تقنية الأغشية مثلما في التناضح والديلزة. كذلك يمكن إزالة اليورانيوم - وهو من المواد المشعة - من مياه الشرب . وقد بدأ تسويق عدة طرق لهذه الأغراض.

## اقرأ أيضا
- تغذية
- نستله أمريكا الشمالية للمياه
- مياه معدنية
- مكونات أحيائية
- ديلزة
- ترشيح مستدق
- طهارة مياه الشرب